# Кай Хансен
Кай Михаел Хансен (на немски: Kai Michael Hansen) е германски музикант, роден на 17 януари 1963 г. в Хамбург, Западна Германия. Той е китарист, вокал, основател на групи и става много известен след участието си в германската метъл група Хелоуин. Той е наричан „Кръстникът на пауър метъла“, тъй като е основател на групи като Гама Рей и Айрън Сейвиър.

## Биография
Неговата кариера на музикант започва заедно с тази на Пит Сийлк през 1978 г. в групата Gentry, където свири от 1978 до 1981 г. През 1983 той и Михаел Вайкат основават групата Хелоуин, където е китарист и вокал до появата на Михаел Киске, който измества Кай като вокал. Година след това Хансен напуска Хелоуин, по време на турнето им през 1988-89 като причина за това е основаването на Гама Рей. Също така той се присъединява към Айрън Сейвиър през 1997, но скоро след това напуска, за да се отдаде на кариерата си с Гама Рей.

## Избрана дискография
| XXX - Three Decades In Metal | 2016 |
| Thank You Wacken             | 2017 |

| Helloween (албум)                | 1985 |
| Walls of Jericho                 | 1986 |
| Keeper of the Seven Keys, Part 1 | 1987 |
| Keeper of the Seven Keys, Part 2 | 1988 |

| Heading for Tomorrow   | 1990 |
| Sigh No More           | 1991 |
| Insanity and Genius    | 1993 |
| Land of the Free       | 1995 |
| Somewhere Out in Space | 1997 |
| Power Plant            | 1999 |
| No World Order         | 2001 |
| Majestic               | 2005 |
| Land of the Free II    | 2007 |
| To the Metal           | 2010 |
| Master Of Confusion EP | 2013 |
| Empire Of The Undead   | 2014 |
| Heading for the Eas    | 2015 |
| Land of the Free       | 2021 |

| Iron Savior  | 1997     |
| Unification  | 1998     |
| Interlude    | EP, 1999 |
| Dark Assault | 2001     |

| Ignition      | 2012, EP |
| Unisonic      | 2012     |
| Light Of Dawn | 2014     |